# Игнатьева, Юлия Сергеевна
Ю́лия Серге́евна Игна́тьева (Шлюшинская) (род. 6 мая 1991 года, Омск) — российская спортсменка-баскетболистка, нападающая. Кандидат в мастера спорта России. Обладатель уникального достижения — 100 % реализации бросков в сезоне 2009/2010.
Одна из самых талантливых и перспективных молодых омских баскетболисток. Воспитанница омской СДЮШОР № 9 (тренер — Елена Ивановна Лазуткина). В прошедшем сезоне на площадке провела мало игрового времени, однако запомнилась своей яркой игрой и скоростными прорывами.